# إدوين بي ويلسون
إدوين بي ويلسون (بالإنجليزية: Edwin P. Wilson)‏ هو ضابط أمريكي، ولد في 3 مايو 1928 في نامبا في الولايات المتحدة، وتوفي في 10 سبتمبر 2012 في سياتل في الولايات المتحدة.